# Berthen

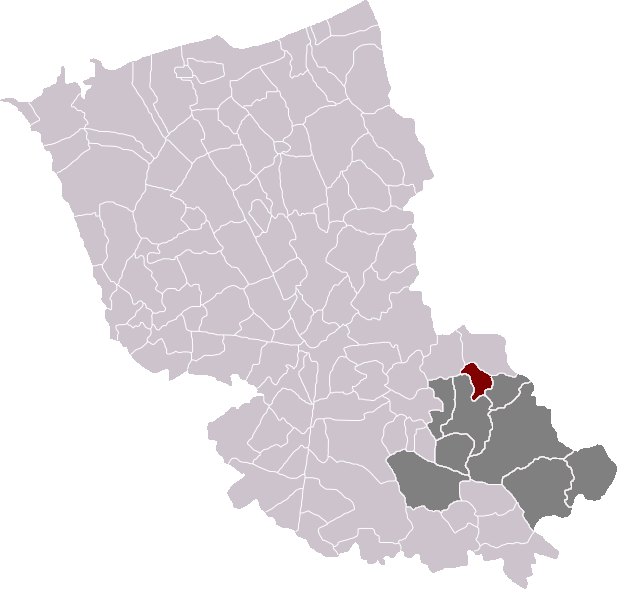
Localització de Berthen

Berthen  (en neerlandès Berten) és un municipi francès, situat a la regió dels Alts de França, al departament del Nord, que forma part de la Westhoek. L'any 2006 tenia 503 habitants. Limita al nord-oest amb Godewaersvelde, al nord amb Boeschepe, al sud amb Méteren i al sud-est amb Saint-Jans-Cappel.

## Demografia
| Evolució de la població INSEE |      |      |      |      |      |      |      |      |
| 1793                          | 1800 | 1806 | 1821 | 1831 | 1836 | 1841 | 1846 | 1851 |
| 613                           | 641  | 693  | 546  | 584  | 565  | 600  | 588  | 589  |

| 1856 | 1861 | 1866 | 1872 | 1876 | 1881 | 1886 | 1891 | 1896 |
| ---- | ---- | ---- | ---- | ---- | ---- | ---- | ---- | ---- |
| 567  | 583  | 596  | 590  | 607  | 660  | 700  | 685  | 657  |

| 1901 | 1906 | 1911 | 1921 | 1926 | 1931 | 1936 | 1946 | 1954 |
| ---- | ---- | ---- | ---- | ---- | ---- | ---- | ---- | ---- |
| 644  | 667  | 605  | 558  | 546  | 508  | 537  | 505  | 510  |

| 1962 | 1968 | 1975 | 1982 | 1990 | 1999 | 2006 | 2011 | 2016 |
| ---- | ---- | ---- | ---- | ---- | ---- | ---- | ---- | ---- |
| 485  | 426  | 406  | 439  | 464  | 517  | -    | -    | -    |

| 2019 | - | - | - | - | - | - | - | - |
| ---- | - | - | - | - | - | - | - | - |
| -    | - | - | - | - | - | - | - | - |

## Administració
| Període | Identitat      | Partit        |
| ------- | -------------- | ------------- |
| 2001-   | Patricia Moone | Divers droite |

## Galeria d'imatges

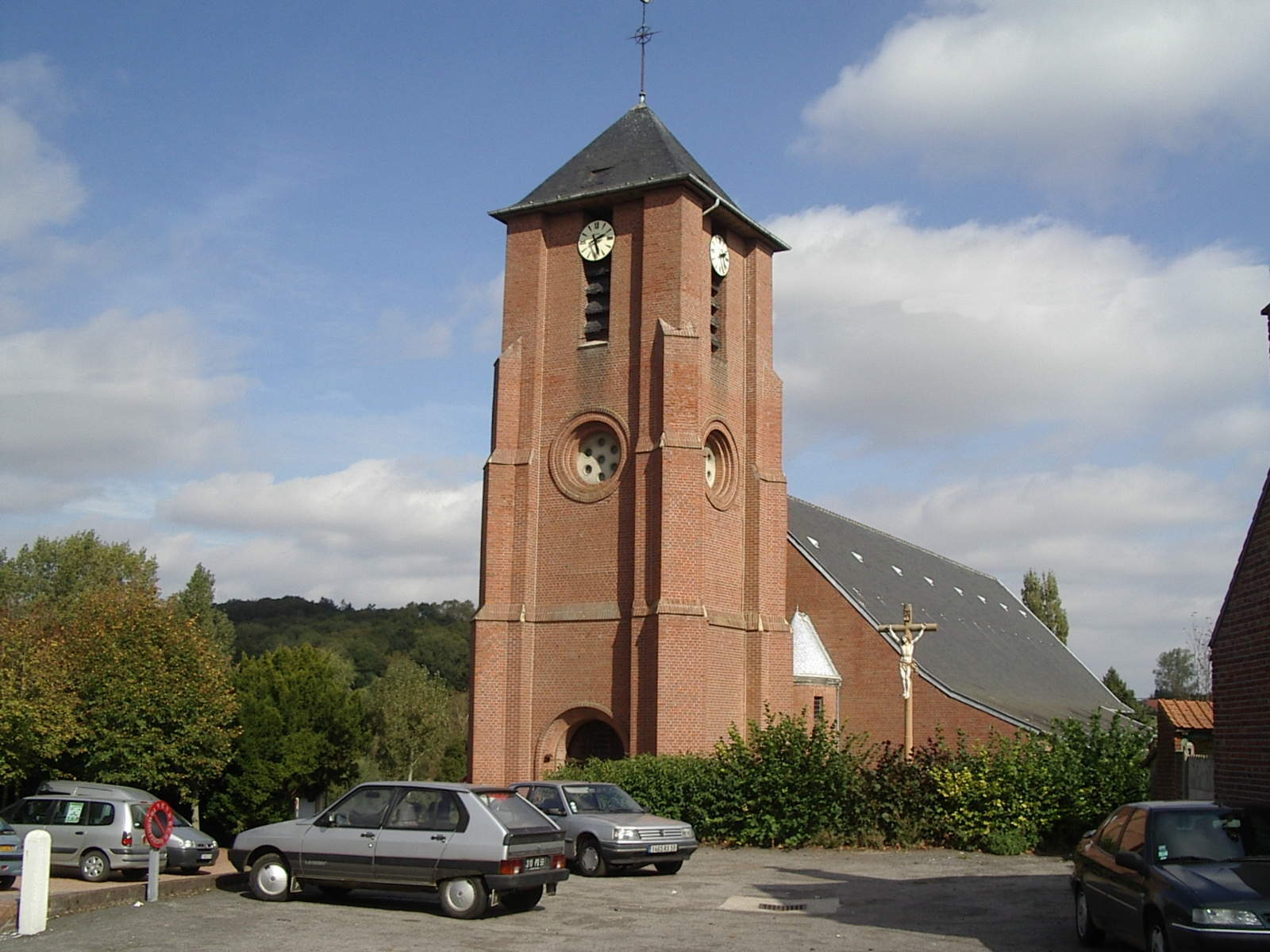
Església Saint Blaise
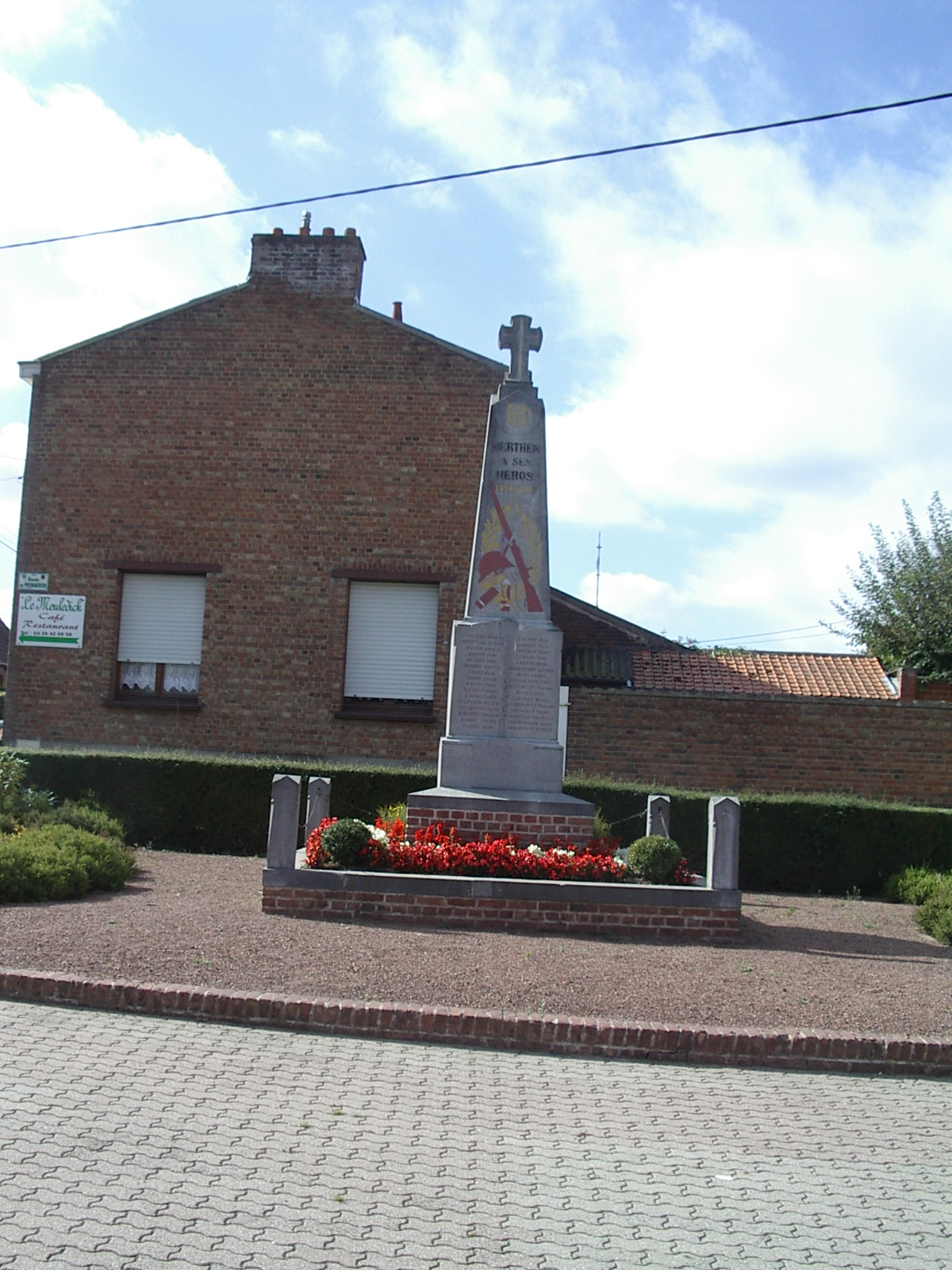
Monument als morts
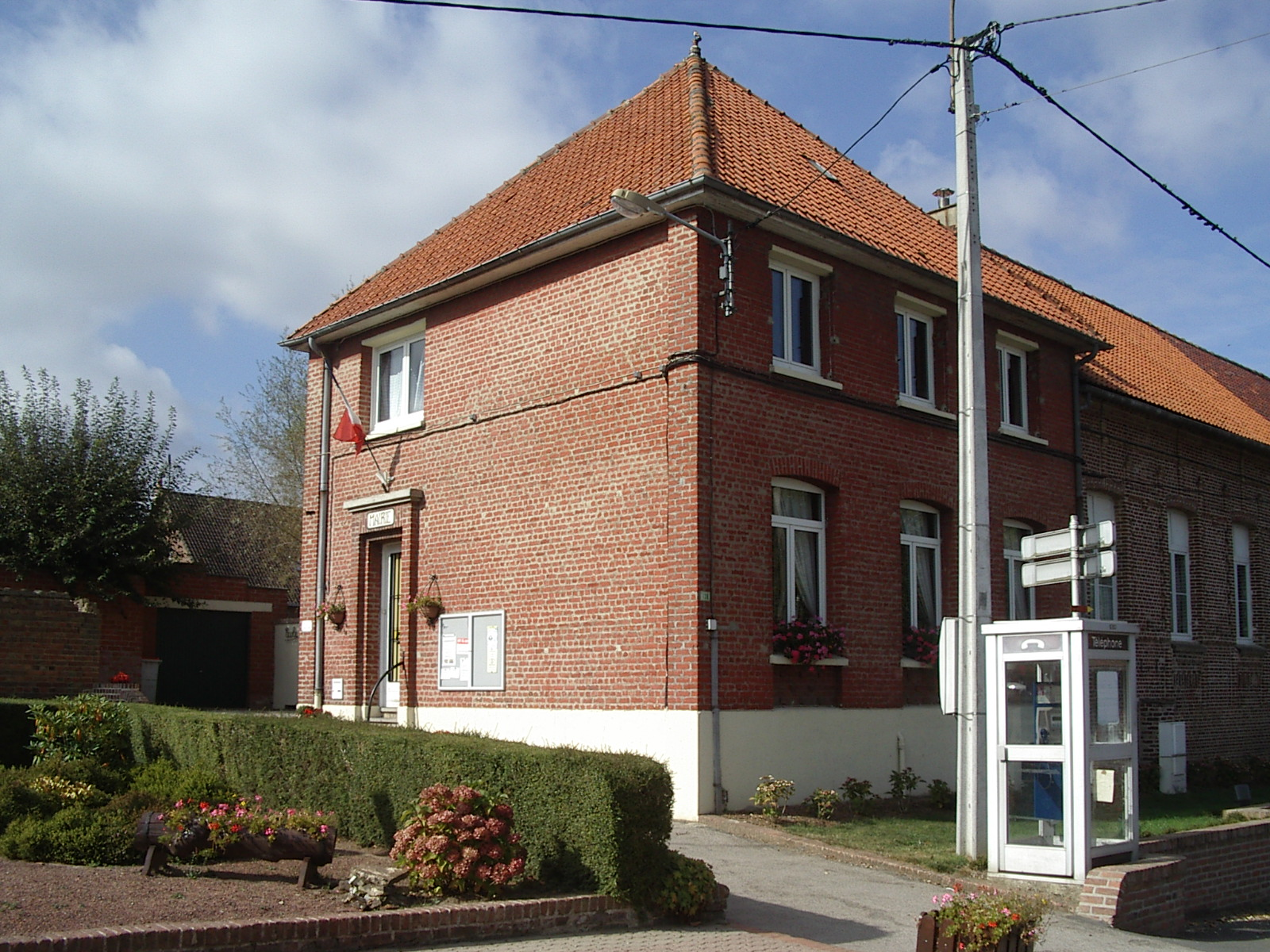
Alcaldia
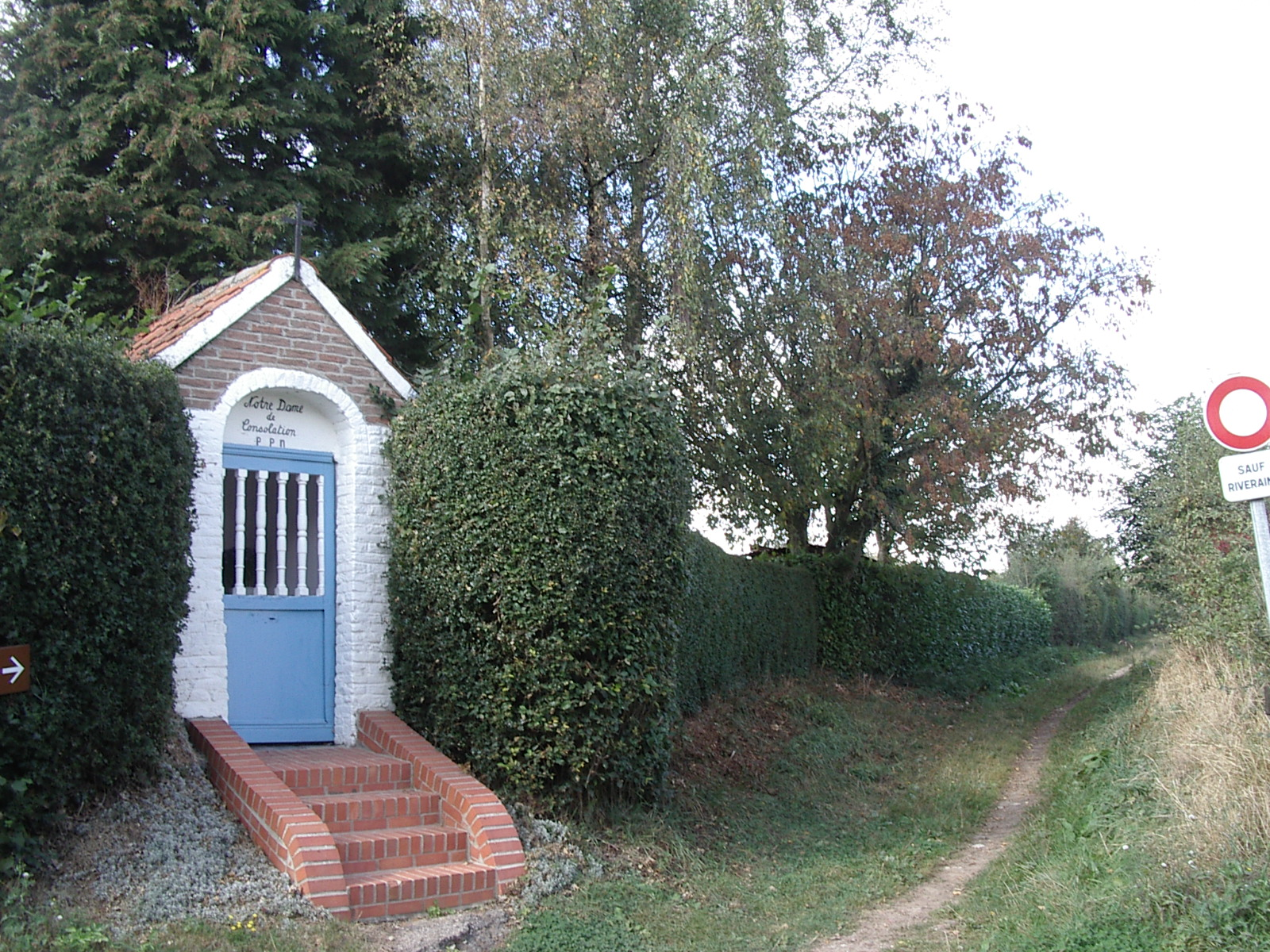
Capella Notre Dame de Consolation